# ロビー・ウィドランスキー
ロバート・エリック・ウィドランスキー（Robert Eric Widlansky, 1984年11月6日 - ）はアメリカ合衆国フロリダ州コーラルスプリングス出身のプロ野球選手(一塁手、外野手)。右投左打。

## 経歴
2003年のMLBドラフトでタベラス高校からニューヨーク・ヤンキースより34巡目指名されたが入団しなかった。
2007年のMLBドラフトでフロリダ・アトランティック大学からボルチモア・オリオールズより11巡目指名され入団。
2012年に、第3回WBC予選のイスラエル代表に選出された。
2014年は、独立リーグであるアトランティックリーグのサマセット・ペイトリオッツと契約を結んだ。